# Bursera isthmica
Bursera isthmica är en tvåhjärtbladig växtart som beskrevs av Rzed. & Calderón. Bursera isthmica ingår i släktet Bursera och familjen Burseraceae. Inga underarter finns listade i Catalogue of Life.